# Ascolepis pinguis
Ascolepis pinguis är en halvgräsart som beskrevs av Charles Baron Clarke. Ascolepis pinguis ingår i släktet Ascolepis och familjen halvgräs. Inga underarter finns listade i Catalogue of Life.